# Station Brzeszcze Kopalnia
Station Brzeszcze Kopalnia is een spoorwegstation in de Poolse plaats Brzeszcze.